# 中村一忠

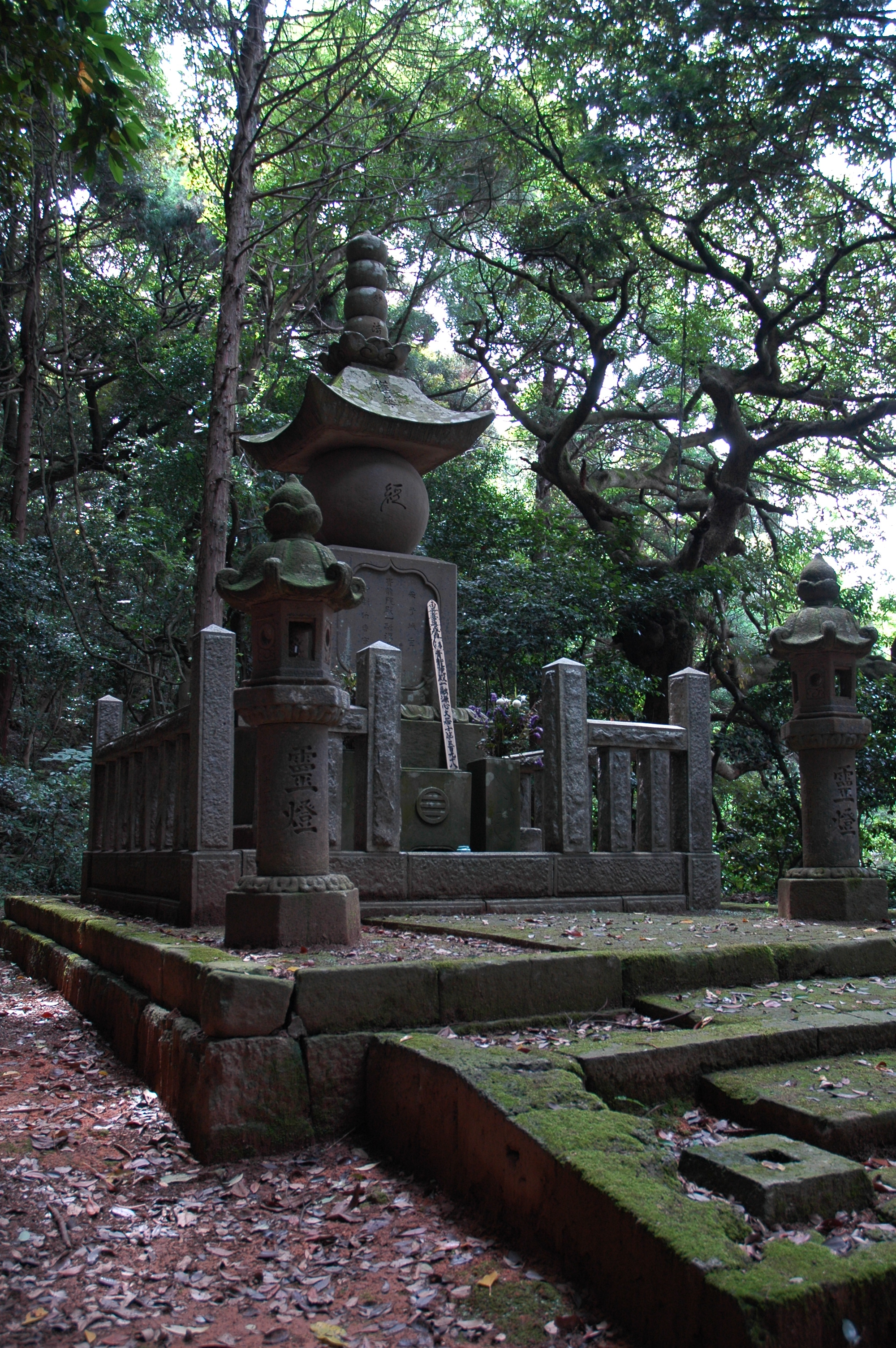
中村一忠墓（米子市感応寺）

中村 一忠（なかむら かずただ）は、安土桃山時代から江戸時代初期にかけての大名。伯耆国米子藩主。中村一氏の子。徳川秀忠より偏諱を受け、忠一（ただかず）と改名した。

## 生涯
天正18年（1590年）、駿河駿府城主・中村一氏の子として誕生した。
豊臣秀吉の死後、徳川派と反徳川派の中、豊臣家の三中老である父・一氏は、嫡子・一忠の将来と中村家の存続を願う家老・横田村詮の意見を聞き、駿府城下の村詮内膳屋敷で徳川家康と会談し、東軍方に加わることを決めた。しかし重い病にかかっていた一氏は、関ヶ原の戦いの直前の慶長5年7月17日（1600年8月25日）に死去した。
関ヶ原の戦いの後の同年11月、家康は、11歳の一忠を伯耆一国17万5000石に転封。吉川広家の米子城に入り完成させる。
一忠は伯耆守に任じられ国持大名とされた。
また、幼少の一忠に叔父の横田村詮を後見役、執政家老として同行させた。
村詮は年少の一忠に替わって藩政に携わり、城下町米子の建設に辣腕を振るった。この村詮の手腕を妬み、出世を目論む一忠の側近・安井清一郎、天野宗杷らは村詮の排除を計画し、一忠に甘言を弄して惑わせた。慶長8年11月14日（1603年12月16日）、一忠は正室浄明院との慶事に託けて責めを負わせて村詮を誅殺した。村詮の子・主馬助、柳生宗章らは飯山に立て篭もったが、一忠は隣国出雲松江藩主・堀尾吉晴の助勢を求め、これを鎮圧した。
後日事件の報告を受けた家康は、自ら任じた村詮の殺害に激怒し、江戸幕府は首謀者の安井、天野を吟味もなく即刻切腹に処した。また、側近の道上長兵衛、道上長衛門も事件を阻止出来なかったとの理由により江戸において切腹に処した。一忠は品川宿止めの謹慎に収め、お構いなしとした。
慶長13年（1608年）には家康から松平姓を与えられたが、慶長14年（1609年）5月11日、20歳で急死した。小姓の服部若狭邦友、垂井勘解由延正2名が殉死している。
外様である米子藩は改易（所領没収）となった。菩提寺の感応寺には、一忠と殉死した小姓の木像が墓域の御影堂に安置されている。

## その後の中村家
中村家は表向き断絶したことになったが、一忠の側室（梅里と伝える）が男子（一清）を産み、後に因幡鳥取藩主池田光仲に仕える着座（鳥取藩での家老の呼称）池田知利（下池田）の客分となる。(一清の祖母は知利の曽祖父にあたる池田恒興の娘であり、一忠と知利は遠縁の親戚である。なお、光仲の曽祖父も恒興なので一清は光仲とも遠縁関係にある)。禄高は100石から150石。
一清の子孫は藩主の陪臣として明治維新をむかえ、現当主・中村義和は千葉県に在住し、分家の中村忠文（中村家の会会長）は鳥取市で中村歯科医院を開業している。　　

## 系譜
- 父：中村一氏（?-1600）
- 母：池田せん - 安御院（安養院） - 池田恒興の娘
- 叔母婿・横田村詮
- 正室：浄明院 - 徳川家康の養女、松平康元の娘(家康の姪)
- 生母不明の子女
  - 男子：中村一清

```
一氏━一忠━一清━清義━義元━義貞━義春━┳義枝━┳長彌━豊德
　　　　　　　　　　　　　　　　　　　　　┣平八　┗枝幸
　　　　　　　　　　　　　　　　　　　　　┗妙馬

```

## 関連作品
漫画
- 柳生宗章～秘剣 逆風の太刀～（2013年、作画：藤原芳秀、シナリオ：増田貴彦）